# Сансет (район Сан-Франциско)
Сансет — большой район в западно-центральной части Сан-Франциско, Калифорния, США.

## Расположение
Район Сансет является самым крупным в городе Сан-Франциско. Северную границу района формирует парк Золотые Ворота, а западную пляж Оушен-Бич Тихого океана. Южные и восточные граница района определены не столь четко.
До жилого и коммерческого развития района Сансет, значительная часть территории была покрыта песчаными дюнами и первоначально относилась в 19-м веке Сан-Франциско, как территория «Вне Земли».